# 桶谷菜穗
桶谷菜穗（桶谷 菜穂，3月7日—），日本女性配音員。出身於石川縣。身高166cm。

## 人物簡介
原屬PEERLESS GERBERA。2018年6月以Marine ENTERTAINMENT企劃製作誕生的聲優組合「teaЯLove」成員的身份參加。

## 演出作品

### 電視動畫
2016年
- 路人超能100（2016年－2019年，馬鈴薯）2系列[注 1]

2017年
- CHAOS;CHILD（網民B）
- 昭和元祿落語心中 -助六再現篇-（園童、遊女）

2019年
- POP TEAM EPIC（キューティーシャーク）

2021年
- 哥吉拉 奇異點（小孩、超商店員、小孩A）

2022年
- JoJo的奇妙冒險 石之海（囚犯A、女囚犯B、廣播）

### OVA
2019年
- 路人超能100 第一回靈能相談所員工旅遊 ～填滿內心的療癒之旅～（廣告的女孩子）

### 電影動畫
2017年
- 窈窕淑女 前篇 ～紅緒、花樣的17歲～

2018年
- ANEMONE／交響詩篇艾蕾卡7：高度進化

## 音樂作品

### 其它參加樂曲
| 發行日期 | 商品名稱     | 主唱     | 曲名             | 備註                 |
| 2019年   | 2019年       | 2019年   | 2019年           | 2019年               |
| -------- | ------------ | -------- | ---------------- | -------------------- |
| 3月31日  |              | teaRLove | 「」             | 《teaRLove》相關歌曲 |
| 4月28日  |              | teaRLove | 「」             | 《teaRLove》相關歌曲 |
| 6月30日  |              | teaRLove | 「」             | 《teaRLove》相關歌曲 |
| 9月28日  |              | teaRLove | 「」             | 《teaRLove》相關歌曲 |
| 12月15日 |              | teaRLove | 「」             | 《teaRLove》相關歌曲 |
| 2020年   |              |          |                  |                      |
| 2月22日  | NO IMITATION | teaRLove | 「NO IMITATION」 | 《teaRLove》相關歌曲 |

## 腳註

## 外部連結
- 聲優組合「teaЯLove」的成員介紹 （页面存档备份，存于） （日語）